# Pleuranthodes
Pleuranthodes es un género de dos especies de plantas  pertenecientes a la familia Rhamnaceae.

## Taxonomía
Pleuranthodes fue descrito por Weberb. in Engl. & Prantl y publicado en Nat. Pflanzenfam. 3(5): 424, en el año 1896. La especie tipo no designada. 

## Especies
- Pleuranthodes hillebrandtii Weberb.
- Pleuranthodes orbiculare Weberb.